# Mariánské Lázně
 Mariánské Lázně, in tedesco Marienbad, è una città della Repubblica Ceca facente parte del distretto di Cheb, nella regione di Karlovy Vary, a ridosso del confine con la Germania.
È una delle Grandi città termali d'Europa, patrimonio dell'umanità dell'UNESCO. In particolare, si inserisce nel triangolo termale della Boemia occidentale, zona che comprende altre località note come Carlsbad.

## Toponimo
A livello internazionale, per gli sviluppi storici del comune, resta assai diffusa la dicitura originale in tedesco, Marienbad. Essa prende il nome da una fonte di questa località, dedicata alla Madonna; Ma-ri-en-bad significa infatti 'bagni di Maria' (da Bad, in tedesco 'bagno') ovvero 'terme mariane'; l'accento del nome tedesco cade sulla -i- e quindi sulla seconda sillaba (come nella parola Ma-rì-a). Il toponimo in lingua ceca, Mariánské Lázně, ne è la traduzione.

## Inquadramento storico
Essendo parte della regione storica del Sudetenland, si trovò per alcuni secoli, all'interno dell'Impero austriaco, in una regione germanofona boema molto vicina al confine con l'area linguistica ceca. La presenza di fonti termali è documentata almeno sin dal XVI secolo. Il legame con la figura della Madonna rimase stretto dato che sia i cechi che i tedeschi della regione erano di religione cattolica.
Demograficamente e come località di cura, Marienbad si sviluppa in maniera significativa solo nell'Ottocento, e in particolare durante il periodo dell'impero austro-ungarico, assurgendo al ruolo di elegante luogo di cura situato al confine tra Austria e Germania, raggiungibile con la ferrovia e di notorietà internazionale sempre maggiore fino all'avvento della prima guerra mondiale.
Dopo la Grande Guerra subentra l'assegnazione della cittadina al nuovo stato multietnico della Cecoslovacchia. Alcuni decenni più tardi, la popolazione germanofona è costratta a lasciare la zona dei Sudeti in seguito agli sviluppi della seconda guerra mondiale, sicché Marienbad si converte in una località ceca situata all'interno della Regione di Karlovy Vary (Carlsbad).
Durante il periodo di influenza sovietica, a partire dal 1946, il regime comunista riserva le cure termali della zona ai membri della classe operaia considerati in un qualche modo meritevoli; poi, in seguito alla rivoluzione di velluto, a partire dagli anni novanta le strutture vengono privatizzate e rinnovate; le terme si rivolgono nuovamente a un turismo di carattere internazionale. Negli ultimi decenni si è in genere registrata una prevalenza di clienti tedeschi e russi.

## Luoghi di interesse turistico
La città offre alcuni luoghi turistici di interesse:
- Fontana cantante (detta anche Fontana canterina), vedi immagine;
- Numerose fonti termali monumentali con colonnati decorativi;
- Chiesa dell'Ascensione di Johann Gottfried Gutensohn;
- Diversi parchi.

## Marienbad nella cultura di massa
- È famosa per il film L'anno scorso a Marienbad del 1961, di Alain Resnais, vincitore del Leone d'oro al Festival di Venezia.
- È il nome di una variante del gioco di fiammiferi del Nim, detta appunto gioco di Marienbad dato che si basa sul film summenzionato.
- Dà il titolo al brano dei Pooh Lettera da Marienbad del 1973,[9] come anche a una canzone in francese di Barbara uscita proprio nello stesso anno (Marienbad).
- La cittadina è nota per essere stata visitata da innumerevoli monarchi, alti ufficiali nonché personalità di arte e letteratura come ad esempio Johann Wolfgang von Goethe, il quale le ha dedicato un suo componimento.[10]

## Triangolo termale della Boemia occidentale
La zona viene anche definita triangolo termale, una serie di cittadine di cura che conferisce alla Boemia un'importanza internazionale a livello di cure termali; il triangolo è formato da queste tre località:
- Mariánské Lázně/Marienbad
- Karlovy Vary,
- Františkovy Lázně.

A tal proposito, vedi anche:
- Grandi città termali d'Europa
- Jáchymov.

Va infine aggiunto che anche dalle diverse fonti di Mariánské Lázně scaturiscono acque di composizione e proprietà piuttosto diverse l'una dall'altra.

## Gemellaggi
- Bad Homburg vor der Höhe, dal 1990
- Chianciano Terme, dal 2000
- Marcoussis, dal 2005
- Weiden in der Oberpfalz, dal 2007
- Malvern, dal 2013[senza fonte]

## Galleria d'immagini

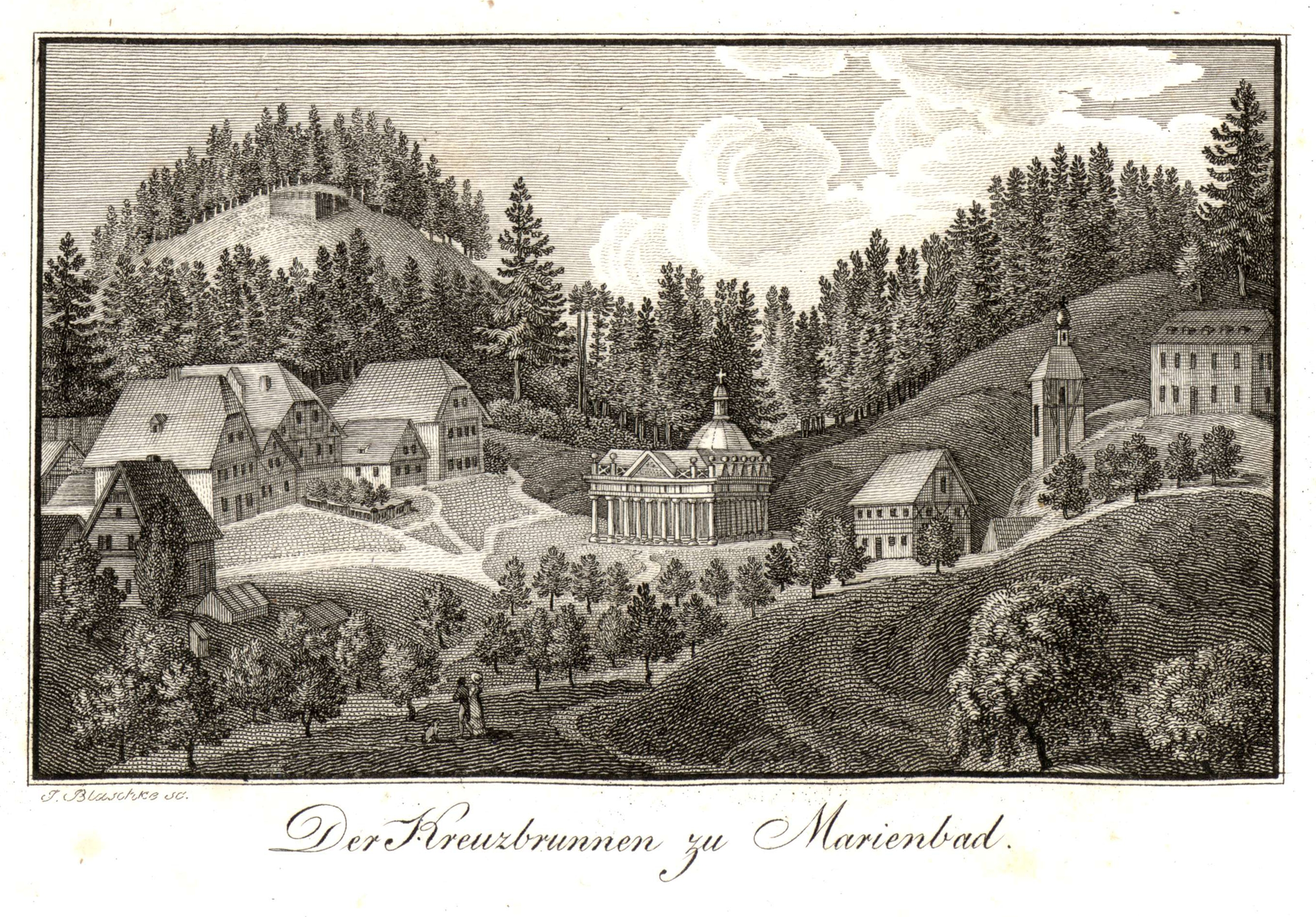
Marienbad, incisione, 1815
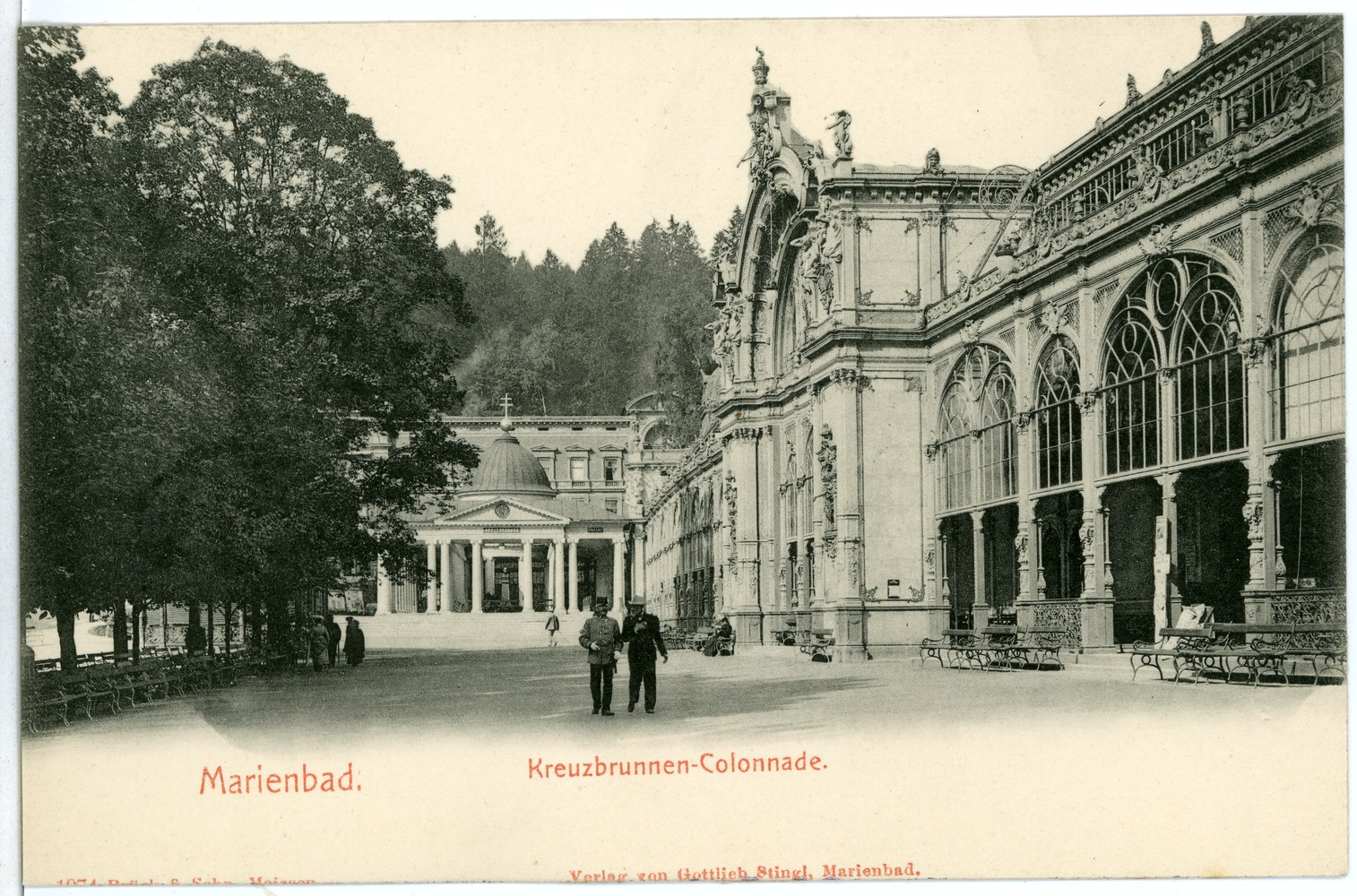
Colonnato, foto, 1901
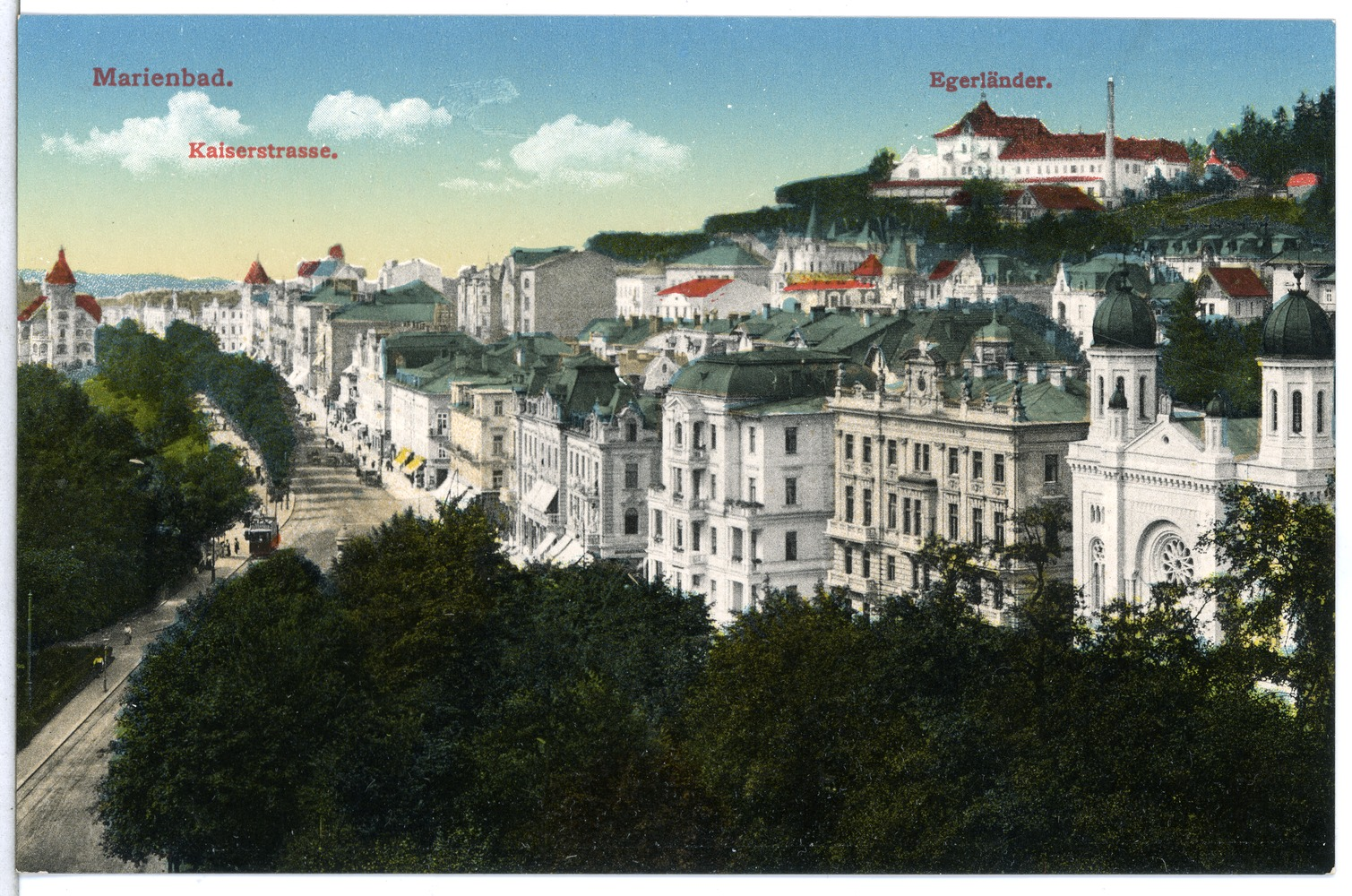
Marienbad all'apice del suo sviluppo, 1912. Sulla destra, Chiesa dell'Ascensione
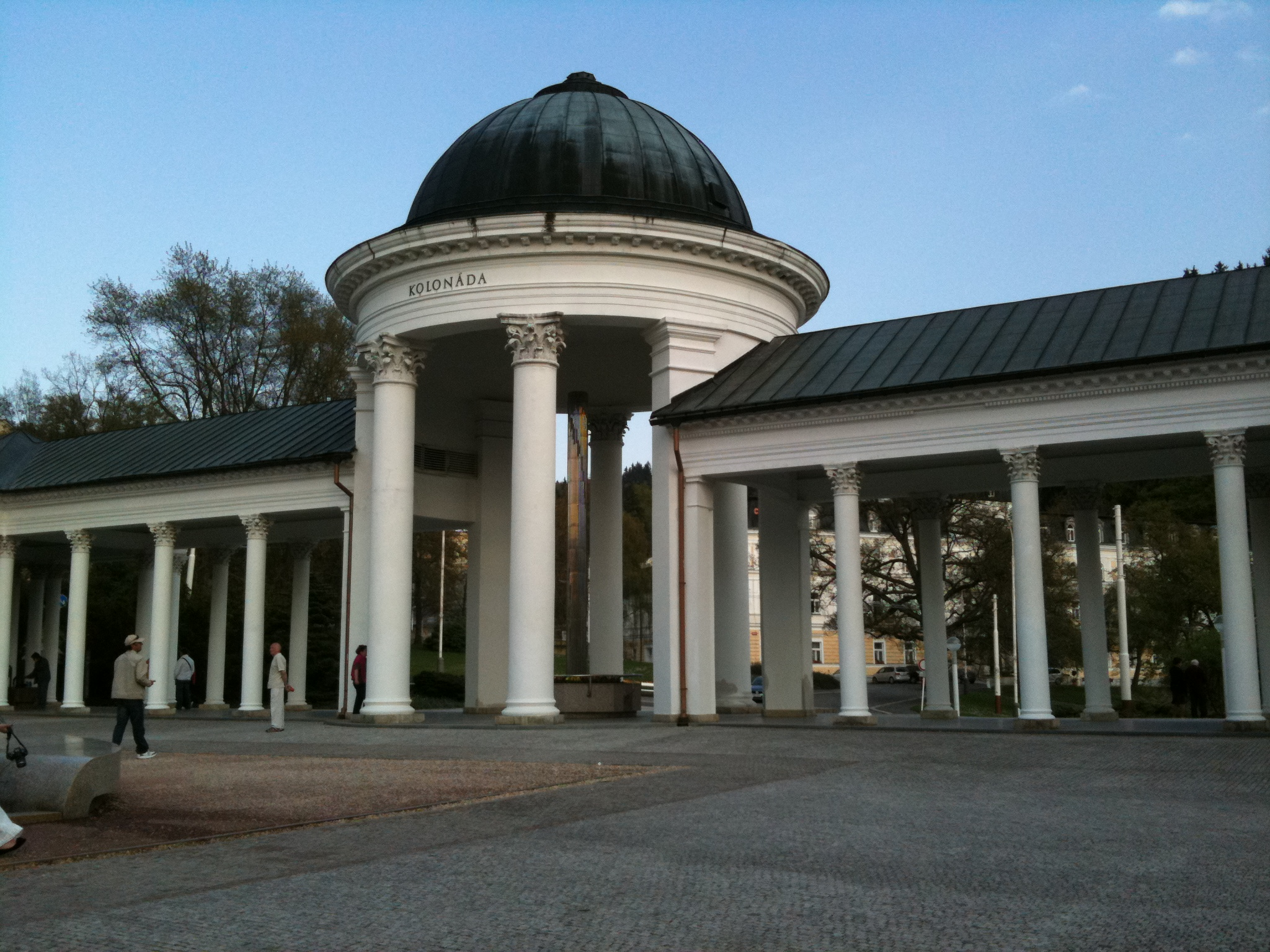
Colonnato, Karolínin pramen